# 下南津留村
下南津留村（しもみなみづるむら）は、大分県北海部郡にあった村。現在の臼杵市の一部にあたる。

## 地理
臼杵川の中流域に位置していた。

## 歴史
- 1889年（明治22年）4月1日、町村制の施行により、北海部郡望月村、深田村、家野村、野田村、前田村が合併して村制施行し、下南津留村が発足[1][2]。旧村名を継承した望月、深田、家野、野田、前田の5大字を編成[2]。
- 1892年（明治25年）10月6日、大字前田・門前を北海部郡市浜村に編入[1]。
- 1907年（明治40年）7月1日、北海部郡臼杵町、市浜村、上浦村と合併し臼杵町が存続して廃止された[1][2]。

## 産業
- 農業